# Віятик Михайло Федорович
Віятик Михайло Федорович (нар. 1 лютого 1968, с. Потік, Козівський район, Тернопільська область, УРСР)— майор, диригент, педагог, оркеструвальник, заслужений діяч мистецтв України.

## Біографічні дані
У 1987 році закінчив Хмельницьке державне музичне училище (Хмельницький музичний коледж імені Владислава Заремби), а у 1992 році військово-диригентський факультет при Московській державній консерваторії ім. П. І. Чайковського (Перелік військових навчальних закладів ЗС СРСР).
За час служби у Збройних силах України в період з 1992 по 2010 роки під керівництвом майора Віятика М. Ф. військовий оркестр тричі брав участь у звітних концертах майстрів мистецтв та аматорських художніх колективів у м. Київ у програмах «Веселка Надзбруччя» (1999 р.), «Горнусь до тебе Україно» (2001 р.) та «Україна єдина» (2003 р.). Оркестр постійний учасник обласних та регіональних марш-парадів духових оркестрів та військових парадів на майдані Незалежності у м. Київ.
З червня 1998 р. по серпень 2019 р. — художній керівник комунальної установи Тернопільського муніципального духового оркестру «Оркестра Волі».
З вересня 2006 року — викладач по класу інструментування та читці оркестрових партитур кафедри оркестрових духових та ударних інструментів Тернопільського обласного державного музичного училища ім. С. Крушельницької. Автор навчальних програм музично-теоретичних та практичних дисциплін по спеціальності 025 «Музичне мистецтво» (спеціалізація «Оркестрові духові та ударні інструменти»).
З вересня 2010 по червень 2013 року диригент Тернопільського академічного обласного драматичного театру імені Т. Г. Шевченка. Написав музику до вистав А. П. Чехова «Три сестри», К. Гольдоні «Господиня заїзду», П'єра Огюстена Карола де Бомарше «Одруження Фігаро» (всі у постановці заслуженого діяча мистецтв України Жили В'ячеслава Миколайовича, та зробив оркестровку музики до вистави «Пошилися в дурні» у постановці народного артиста України Мосійчука Олега Петровича. Був диригентом оркестру у виставах Г. Квітки-Основ'яненко «Сватання на Гончарівці», С. Гулака-Артемовського «Запорожець за Дунаєм».
З вересня 2019 по теперішній час спеціаліст вищої категорії, викладач-методист предметно-циклової комісії «Музичне мистецтво естради» Тернопільського мистецького фахового коледжу імені Соломії Крушельницької.
Писав оркестровки для естрадно-симфонічного оркестру у телешоу Зірка+Зірка (2011 рік), сольного концерту українського музичного гурту «ТіК» (2011) на телеканалі «1+1» та інтернаціонального музичного проекту Україна-Грузія «10+10» на першому національному телеканалі.
За родом своєї основної діяльності написав близько тисячі інструментування для різного складу духових, симфонічних, естрадно-симфонічних, народних оркестрів та різного виду ансамблів.

## Нагороди та відзнаки
Відзнаки:
- дипломант YI-го Міжнародного фестивалю-конкурсу української пісні «Золоті трембіти», у м. Івано-Франківську;
- дипломант ІІІ-го ступеню української військово-патріотичної та маршової пісні «Червона калина» у м. Києві;
- дипломант I-го та лауреат II-го Всеукраїнського конкурсу козацької пісні «Байда» https://irp.te.ua/lr-136/;
- дипломант II-го ступеню обласного конкурсу «Голос серця» https://irp.te.ua/golos-serczya-konkurs/ за музичну композицію «Козацький шлях», присв'ячену 10-ій річниці Незалежності України.

Нагороди: УКАЗОМ ПРЕЗИДЕНТА УКРАЇНИ № 619/2009 від 18 серпня 2009 року https://www.president.gov.ua/documents/6192009-9375 «Про відзначення державними нагородами України працівників підприємств, установ та організацій» за значний особистий внесок у соціально-економічний, культурний розвиток Української держави, вагомі трудові досягнення та з нагоди 18-ї річниці незалежності України присвоєно почесне звання Заслужений діяч мистецтв України
Нагороджений значною кількістю відзнак Міністерства Оборони України: "Медаль «За сумлінну службу», "Медаль «Захиснику Вітчизни», почесним нагрудним знаком начальника Генерального штабу— Головнокомандувача Збройних Сил України "Нагрудний знак «За досягнення у військовій службі» ІІ ступеня та Відзнака Тернопільської міської ради м. Тернопіль ІІІ–го ступеня.